# SK Rum
Der SK Rum ist ein österreichischer Fußballverein in der gleichnamigen Gemeinde Rum im Bezirk Innsbruck-Land in Tirol und wurde 1965 gegründet. Der Verein erlebte seine größten Erfolge in den 1980er Jahren mit der Teilnahme an der Regionalliga West, einer Liga der damaligen dritten österreichischen Spielklasse. Anfang der 2000er Jahre schafften die Rumer den nochmaligen Aufstieg in die Regionalliga, bevor der Ligaabstieg begann. Die Kampfmannschaft spielt heute (2023/2024) in der Landesliga West.

## Geschichte
An der Ecke Serlesstraße und Innstraße gab es Anfang der 1960er Jahre einen kleinen Ballspielplatz am Gelände der Siedlungsgenossenschaft Frieden, den Ludwig Falger und eine Gruppe von Jugendlichen besuchten. Immer mehr Jugendliche, die zumeist aus Neu-Rum kamen, besuchten den Platz, und Ludwig Falger und Josef Höck stellten eine Fußballmannschaft auf, der FC Neu-Rum war geboren. Ein ehemaliger Polizei SV-Spieler, Edgar Kopp, der spätere Bürgermeister von Rum, konnte überredet werden, in der Mannschaft zu spielen. Edgar Kopp konnte den damaligen Vizebürgermeister und Aufsichtsratsmitglied der Siedlungsgenossenschaft Josef Mayr für die Idee gewinnen, den Ballspielplatz auf Vereinskosten zu vergrößern.
Die Rumer wurden 1980 Tiroler Meister und stiegen in die Regionalliga West auf, wo sie Fünfter von 14 Mannschaften wurden. Neun Saisonen lang spielte der Verein in der Regionalliga, davon drei Jahre lang (von 1983 bis 1986) im Rahmen einer Spielgemeinschaft mit dem Innsbrucker SK. 1989 stieg man in die Tiroler Liga ab, doch schon 1991 gelang es wieder, Tiroler Meister zu werden. In der Folgesaison belegte man den 10. Platz in der Regionalliga West, welche jedoch danach aufgelöst wurde. Der Verein musste daher in der Tiroler Liga weiterspielen. Fünf Jahre später, 1996, belegte er den 4. Platz und stieg in die wieder gegründete Regionalliga West auf, in der er sich drei Jahre lang halten konnte. Drei Jahre nach dem Abstieg in die Tiroler Liga erreichte er 2002 nochmals den Tiroler Meistertitel und stieg neuerlich in die Regionalliga West auf. Die Herrensektion ging eine Kooperation mit dem Innsbrucker AC ein, stieg jedoch schon 2002/03 wieder aus der Regionalliga West ab; die Spielgemeinschaft löste sich 2004/05 auf. Als Folge davon musste der Verein in der 1. Klasse Mitte beginnen und stieg 2008 in die Bezirksliga Ost, 2012 in die Gebietsliga Ost und 2013 in die Landesliga auf. Ab 2015 stieg der Verein wieder mehrere Ligen ab. Heute spielt der Verein in den unteren Ligen Tirols.

## Titel und Erfolge
- 14 × Drittligateilnahme (Regionalliga West): 1980/81 bis 1988/89, 1991/92, 1996/97 bis 1998/99, 2002/03
- 4 × Meister der Tiroler Liga: 1980, 1991, 1996, 2002
- 3 × Tiroler Landescupsieger: 1984, 1991, 1998